# Dirphia eumedide
Dirphia eumedide är en fjärilsart som beskrevs av Pieter Cramer 1780. Dirphia eumedide ingår i släktet Dirphia och familjen påfågelsspinnare. Inga underarter finns listade i Catalogue of Life.